# Lipovac (gmina Gornji Milanovac)
Lipovac (cyr. Липовац) – wieś w Serbii, w okręgu morawickim, w gminie Gornji Milanovac. W 2011 roku liczyła 259 mieszkańców.